# On-lány
Az On-lány (eredeti cím: Birthday Girl)  2001-ben bemutatott brit–amerikai erotikus thriller-filmvígjáték, melyet Jez Butterworth írt és rendezett. A főbb szerepekben Nicole Kidman, Ben Chaplin, Mathieu Kassovitz és Vincent Cassel látható.
A film bevételi szempontból nem volt különösebben sikeres, de a kritikusok pozitív véleményeket írtak róla. Nicole Kidman már korábban is kipróbálta magát hasonló fekete komédiában, Gus Van Sant Majd' megdöglik érte című rendezésében.

## Cselekmény
|  | Alább a cselekmény részletei következnek! |

John Buckingham egyszerű angol banki alkalmazott. Élete szürke hétköznapokból és még szürkébb hétvégékből áll. Egyetlen menekülési pontja az internet. A világhálón bukkan rá egy rendkívül furcsa honlapra. Orosz lányok, hölgyek adatbázisából választhatja ki a számára megfelelő feleséget, aki azonnal repül a nyugati férfihez. John igénybe veszi a szolgáltatást és rendel magának egy feleséget.
Úgy tűnik Nadja minden feltételnek megfelel, így megrendeli, majd a reptéren várja. A lány nem beszél angolul, bár ezt John először nem veszi észre, majd furcsa kapcsolat alakul ki közöttük: beszélnek egymáshoz (bár a másik nem érti), és a test kommunikációs lehetőségeit használják.
John élete – miközben küzd, hogy a lány visszakerüljön Oroszországba – megváltozik. Ha kellemetlen, kényelmetlen is, de társa van. Ráadásul a lány hajlandó John sötét vágyait is kielégíteni. Azonban betoppan a kisvárosi sorházba Najda unokatestvére és annak cimborája. John nem tudja, mit csináljon, nem akar udvariatlan lenni, de zavarja a vendégek jelenléte. Azonban a kommunikációt megkönnyíti, hogy Jurij jól beszél angolul. John elszánja magát és elküldi őket, de Alekszej begőzöl és Nadja megölésével fenyegeti Johnt, ha az nem rabolja ki saját munkahelyét. John megteszi, de kiderül: a lány sosem volt veszélyben. A két férfi a bűntársa és ő hálózta be a megfelelő palimadarat. Johnt magukkal viszik és fogságban tartják.
A sikeres akció után, miközben a banda számolja a zsákmányt, Nadja bejelenti, hogy terhes – biztos benne, hogy Alekszej a születendő gyermek apja. Alekszej nem hisz neki és másnap megkötözve a lányt is otthagyja korábbi búvóhelyükön. Mikor Johnnak sikerül kiszabadulnia, a szomszéd szobában megtalálja Nadját és elviszi a rendőrségre. A rendőrőrsön szembesül a lány állapotosságával, s mivel sorsa már nem közömbös számára,  segít neki kijutni az országból. Mint szökevények próbálnak eljutni a reptérig, hiszen Johnt a lopás miatt körözik.
A reptér környékén még egyszer belefutnak az orosz gazfickókba, de Johnnak és Nadjának sikerül megmenekülniük és az ellopott pénzt is megszerzik. A film végén John Sofiával (Najda elárulja valódi nevét a film végén) együtt elrepül Oroszországba.
|  | Itt a vége a cselekmény részletezésének! |

## Szereplők
| Szereplő        | Színész             | Magyar hang       |
| --------------- | ------------------- | ----------------- |
| Nadja / Sofia   | Nicole Kidman       | Györgyi Anna      |
| John Buckingham | Ben Chaplin         | Széles Tamás      |
| Alekszej        | Vincent Cassel      | Karácsonyi Zoltán |
| Jurij           | Mathieu Kassovitz   | Csőre Gábor       |
| Clare           | Kate Lynn Evans     | Braun Rita        |
| Nigel           | Stephen Mangan      | Fazekas István    |
| Robert Moseley  | Alexander Armstrong | Németh Gábor      |
| Karen           | Sally Phillips      | Árkosi Kati       |

## Filmzene
| Címe | Címe                                 | Előadó                        | Zeneszerző                    | Szövegíró                     |
| ---- | ------------------------------------ | ----------------------------- | ----------------------------- | ----------------------------- |
| 1.   | Dost Vas Mam! (I've Had It With You) | Da Il Deuce                   | Khukri                        | Khukri                        |
| 2.   | Pocasna Loza (Vip Lounge)            | Sick Rhyme Sayazz             | Dash                          | Dash                          |
| 3.   | Happy Birthday                       | -                             | Patty S. Hill Mildred J. Hill | Patty S. Hill Mildred J. Hill |
| 4.   | The Most Beautiful Girl in the World | Bob Sakek                     | Richard Rodgers Lorenz Hart   | Richard Rodgers Lorenz Hart   |
| 5.   | Memory                               | Elaine Paige                  | Andrew Lloyd Webber           | Trevor Nunn                   |
| 6.   | Somethin' Stupid                     | Robbie Williams Nicole Kidman | C. Carson Parks               | C. Carson Parks               |
| 7.   | Sugar and Spice                      | The Searchers                 | Tony Hatch                    | Tony Hatch                    |
| 8.   | Age of the Sun                       | The Sunshine Fix              | Bill Doss                     | Bill Doss                     |
| 9.   | Funny How Love Can Be                | The Ivy League                | John Carter Ken Lewis         | John Carter Ken Lewis         |
| 10.  | Even the Bad Times Are Good          | The Tremeloes                 | Peter Callander Mitch Murray  | Peter Callander Mitch Murray  |

## Műfaja
A filmet komoly nehézség besorolni a különböző műfajok valamelyikébe. Főhősünk mindent megkap mire a film végére érünk, mindent, amit csak akart, de nagyon nagy árat fizetett érte. A "jutalomért" előbb mindenét elveszti, mindenét feladja, vagy éppen feláldozza, pedig először azt hitte az egészet megveheti pénzért. A filmet nézhetjük mint romantikus vígjátékot, fekete komédiát vagy éppen mint thrillert. A rendező, Jez Butterworth saját véleménye szerint a film mégis leginkább szex-komédia.[forrás?]